# World Poker Tour (stagione 15)
Di seguito sono elencati i risultati della quindicesima stagione del World Poker Tour (2016-2017).
Un fatto degno di nota è avvenuto in occasione del 14° evento della stagione, che ha visto Ema Zajmović diventare la prima donna a vincere un evento WPT.

## Risultati

### Canadian Spring Championship
- Casino: Playground Poker Club, Kahnawake, Quebec.
- Buy-in: $CAD 3.500
- Data: dal 20 Aprile al 5 Maggio 2016
- Iscritti: 417
- Montepremi totale: $CAD 1.293.768
- Giocatori a premio (ITM): 54

| Piazzamento | Nominativo      | Premio $CAD |
| ----------- | --------------- | ----------- |
| 1°          | Seth Davies     | $274.540    |
| 2°          | Ruben Perceval  | $180.088    |
| 3°          | Joel Miller     | $115.570    |
| 4°          | Thomas Taylor   | $85.460     |
| 5°          | Guillaume Nolet | $64.160     |
| 6°          | Tony Dunst      | $51.400     |

### WPT Amsterdam
- Casino: Holland Casino. Amsterdam, Netherlands.
- Buy-in: €3.300
- Data: dal 10 al 14 Maggio 2016
- Iscritti: 318
- Montepremi totale: €911.880
- Giocatori a premio (ITM): 36

| Piazzamento | Nominativo          | Premio   |
| ----------- | ------------------- | -------- |
| 1°          | Andjelko Andrejevic | €200.000 |
| 2°          | Tomas Fara          | €143.300 |
| 3°          | Anthony Zinno       | €90.460  |
| 4°          | Emrah Cakmak        | €67.300  |
| 5°          | Senh Ung            | €50.518  |
| 6°          | Hans Bosman         | €40.396  |

### WPT Choctaw
- Casino: Choctaw Casino Resort. Durant, Oklahoma.
- Buy-in: $3.700
- Data: dal 29 luglio al 2 agosto 2016
- Iscritti: 1.066
- Montepremi totale: $3.619.070
- Giocatori a premio (ITM): 109

| Piazzamento | Nominativo      | Premio   |
| ----------- | --------------- | -------- |
| 1°          | James Mackey    | $666.758 |
| 2°          | Benjamin Zamani | $412.234 |
| 3°          | Craig Varnell   | $306.346 |
| 4°          | Bastian Fischer | $230.300 |
| 5°          | Jack Duong      | $175.122 |
| 6°          | Matthew Smith   | $134.720 |

### Legends of Poker
- Casino: The Bicycle Hotel & Casino. Bell Gardens, California.
- Buy-in: $4.000
- Data: dal 27 agosto al 1º settembre 2016
- Iscritti: 687
- Montepremi totale: $2.465.643
- Giocatori a premio (ITM): 72

| Piazzamento | Nominativo       | Premio   |
| ----------- | ---------------- | -------- |
| 1°          | Pat Lyons        | $615.346 |
| 2°          | Benjamin Zamani  | $341.412 |
| 3°          | Upeshka De Silva | $198.720 |
| 4°          | Todd Peterson    | $149.715 |
| 5°          | William Vo       | $113.105 |
| 6°          | Rafael Oliveira  | $85.760  |

### Borgata Poker Open
- Casino: Borgata Hotel Casino & Spa. Atlantic City, New Jersey.
- Buy-in: $3.500
- Data: dal 18 al 23 Settembre 2016
- Iscritti: 1.179
- Montepremi totale: $3.773.979
- Giocatori a premio (ITM): 110

| Piazzamento | Nominativo     | Premio   |
| ----------- | -------------- | -------- |
| 1°          | Jesse Sylvia   | $821.811 |
| 2°          | Zach Gruneberg | $490.617 |
| 3°          | Taha Maruf     | $300.031 |
| 4°          | Simon Lam      | $250.970 |
| 5°          | Chris Limo     | $207.569 |
| 6°          | Farid Jattin   | $167.942 |

### WPT Maryland Live
- Casino: Maryland Live Casino. Hanover, Maryland.
- Buy-in: $3.500
- Data: dal 1° al 5 Ottobre 2016
- Iscritti: 554
- Montepremi totale: $1.772.800
- Giocatori a premio (ITM): 63

| Piazzamento | Nominativo      | Premio   |
| ----------- | --------------- | -------- |
| 1°          | Zachary Smiley  | $356.536 |
| 2°          | Ryan Belz       | $239.412 |
| 3°          | Mario Silvestri | $153.983 |
| 4°          | Darren Elias    | $113.905 |
| 5°          | Benjamin Zamani | $85.429  |
| 6°          | Cate Hall       | $68.554  |

### bestbet Bounty Scramble
- Casino: bestbet Jacksonville. Jacksonville, Florida.
- Buy-in: $5.000
- Data: dal 14 al 18 Ottobre 2016
- Iscritti: 379
- Montepremi totale: $1.762.350
- Giocatori a premio (ITM): 48

| Piazzamento | Nominativo         | Premio   |
| ----------- | ------------------ | -------- |
| 1°          | Sam Panzica        | $354.335 |
| 2°          | Richard Malone Jr. | $237.616 |
| 3°          | Ankush Mandavia    | $152.766 |
| 4°          | Tyler Patterson    | $100.643 |
| 5°          | Noah Schwartz      | $77.499  |
| 6°          | Paul Balzano       | $64.183  |

### WPT UK
- Casino: Dusk Till Dawn Poker & Casino. Nottingham, United Kingdom.
- Buy-in: £2.200
- Data: dal 31 Ottobre al 6 Novembre 2016
- Iscritti: 522
- Montepremi totale: £1.044.000
- Giocatori a premio (ITM): 54

| Piazzamento | Nominativo          | Premio   |
| ----------- | ------------------- | -------- |
| 1°          | Luis Rodriguez Cruz | £200.000 |
| 2°          | Chris Yong          | £135.000 |
| 3°          | Nabil Cardoso       | £90.000  |
| 4°          | Maxime Swennen      | £67.080  |
| 5°          | Seamus Cahill       | £50.000  |
| 6°          | Alex Lindop         | £40.000  |

### WPT Montreal
- Casino: Playground Poker Club. Kahnawake, Quebec.
- Buy-in: $CAD 3.850
- Data: dall'11 al 17 novembre 2016
- Iscritti: 648
- Montepremi totale: $CAD 2.199.960
- Giocatori a premio (ITM): 81

| Piazzamento | Nominativo    | Premio $CAD |
| ----------- | ------------- | ----------- |
| 1°          | Mike Sexton   | $425.980    |
| 2°          | Benny Chen    | $286.110    |
| 3°          | Nadir Lalji   | $183.320    |
| 4°          | Ilan Boujenah | $132.750    |
| 5°          | Ema Zajmović  | $102.010    |
| 6°          | Jake Schwartz | $81.740     |

### WPT Caribbean
- Casino: Hard Rock Hotel & Casino. Punta Cana. Dominican Republic
- Buy-in: $5.000
- Data: dal 19 al 23 Novembre 2016
- Iscritti: 323
- Montepremi totale: $1.456.892
- Giocatori a premio (ITM): 36

| Piazzamento | Nominativo        | Premio   |
| ----------- | ----------------- | -------- |
| 1°          | Niall Farrell     | $335.000 |
| 2°          | Troy Quenneville  | $220.000 |
| 3°          | Anthony Augustino | $140.000 |
| 4°          | Colin Moffatt     | $105.392 |
| 5°          | Yiannis Liperis   | $80.000  |
| 6°          | Stephen Woodhead  | $66.000  |

### WPT Prague
- Casino: Hotel Grandior. Prague. Czech Republic
- Buy-in: €3.300
- Data: dal 2 al 6 Dicembre 2016
- Iscritti: 167
- Montepremi totale: €551.100
- Giocatori a premio (ITM): 21

| Piazzamento | Nominativo       | Premio   |
| ----------- | ---------------- | -------- |
| 1°          | Oleg Vasylchenko | €132.200 |
| 2°          | Anton Petrov     | €82.000  |
| 3°          | Tonio Roder      | €52.500  |
| 4°          | Romain Lewis     | €39.120  |
| 5°          | Martin Kabrhel   | €29.410  |
| 6°          | Preben Stokkan   | €23.520  |

### Five Diamond World Poker Classic
- Casino: Bellagio Resort & Casino. Las Vegas, Nevada.
- Buy-in: $10.400
- Data: dal 5 al 10 dicembre 2016
- Iscritti: 791
- Montepremi totale: $7.672.700
- Giocatori a premio (ITM): 72

| Piazzamento | Nominativo        | Premio     |
| ----------- | ----------------- | ---------- |
| 1°          | James Romero      | $1.938.118 |
| 2°          | Ryan Tosoc        | $1.124.051 |
| 3°          | Jake Schindler    | $736.579   |
| 4°          | Alex Condon       | $494.889   |
| 5°          | Justin Bonomo     | $345.272   |
| 6°          | Igor Yaroshevskyy | $268.545   |

### Borgata Winter Poker Open
- Casino: Borgata Hotel & Casino. Atlantic City, New Jersey.
- Buy-in: $3.500
- Data: dal 29 gennaio al 3 febbraio 2017
- Iscritti: 1.312
- Montepremi totale: $4.199.712
- Giocatori a premio (ITM): 130

| Piazzamento | Nominativo       | Premio   |
| ----------- | ---------------- | -------- |
| 1°          | Daniel Weinman   | $892.433 |
| 2°          | Nathan Bjerno    | $524.964 |
| 3°          | Tyler Kenney     | $327.578 |
| 4°          | Jia Liu          | $275.081 |
| 5°          | Richard Foster   | $228.884 |
| 6°          | Nicholas Immekus | $184.787 |

### WPT Playground
- Casino: Playground Poker Club. Kahnawake, Quebec.
- Buy-in: $3.500
- Data: dal 10 al 15 Febbraio 2017
- Iscritti: 380
- Montepremi totale: $1.179.520
- Giocatori a premio (ITM): 48
- Note: Zajmović became the first woman to win an open WPT event.

| Piazzamento | Nominativo             | Premio (CAD) |
| ----------- | ---------------------- | ------------ |
| 1°          | Ema Zajmović           | $261.000     |
| 2°          | Jean-Francois Bouchard | $169.270     |
| 3°          | Eric Afriat            | $108.690     |
| 4°          | Tam Ho                 | $71.670      |
| 5°          | Mekhail Mekhail        | $55.200      |
| 6°          | Jean-Pascal Savard     | $45.690      |

### Fallsview Poker Classic
- Casino: Fallsview Casino. Niagara Falls. Ontario
- Buy-in: $5.000
- Data: dal 22 al 24 Febbraio 2017
- Iscritti: 489
- Montepremi totale: $2.229.954
- Giocatori a premio (ITM): 63

| Piazzamento | Nominativo               | Premio (CAD) |
| ----------- | ------------------------ | ------------ |
| 1°          | Darren Elias             | $429.384     |
| 2°          | David Eldridge           | $300.982     |
| 3°          | Jean-Christophe Ferreira | $193.583     |
| 4°          | Andrew Chen              | $143.199     |
| 5°          | Manig Löser              | $107.399     |
| 6°          | Abdull Hassan            | $86.184      |

### L.A. Poker Classic
- Casino: Commerce Casino. Commerce, California.
- Buy-in: $10.000
- Data: dal 25 Febbraio al 2 Marzo 2017
- Iscritti: 521
- Montepremi totale: $5.001.600
- Giocatori a premio (ITM): 66

| Piazzamento | Nominativo      | Premio     |
| ----------- | --------------- | ---------- |
| 1°          | Daniel Strelitz | $1.001.110 |
| 2°          | Simeon Naydenov | $672.190   |
| 3°          | Jared Griener   | $431.340   |
| 4°          | Mike Sexton     | $300.690   |
| 5°          | Jesse Martin    | $230.380   |
| 6°          | Richard Tuhrim  | $191.490   |

### Bay 101 Shooting Star
- Casino: Bay 101. San Jose, California.
- Buy-in: $7.500
- Data: dal 6 al 10 Marzo 2017
- Iscritti: 806
- Montepremi totale: $5.722.600
- Giocatori a premio (ITM): 81

| Piazzamento | Nominativo       | Premio     |
| ----------- | ---------------- | ---------- |
| 1°          | Sam Panzica      | $1.373.000 |
| 2°          | Anthony Spinella | $786.610   |
| 3°          | David Rheem      | $521.660   |
| 4°          | Paul Volpe       | $349.610   |
| 5°          | Dennis Stevermer | $243.090   |
| 6°          | Rainer Kempe     | $188.460   |

### WPT Rolling Thunder
- Casino: Thunder Valley Casino Resort. Lincoln, California.
- Buy-in: $3.500
- Data: dall'11 al 15 Marzo 2017
- Iscritti: 421
- Montepremi totale: $1.347.200
- Giocatori a premio (ITM): 53

| Piazzamento | Nominativo       | Premio   |
| ----------- | ---------------- | -------- |
| 1°          | Mike Del Vecchio | $284.638 |
| 2°          | Sorel Mizzi      | $190.105 |
| 3°          | Steven Tabb      | $122.296 |
| 4°          | John Hadley      | $81.930  |
| 5°          | Olivier Busquet  | $63.013  |
| 6°          | Connor Drinan    | $52.222  |

### Seminole Hard Rock Poker Showdown
- Casino: Seminole Hard Rock Hotel and Casino. Hollywood, Florida.
- Buy-in: $3.500
- Data: dal 31 Marzo al 5 Aprile 2017
- Iscritti: 1.207
- Montepremi totale: $3.862.400
- Giocatori a premio (ITM): 151

| Piazzamento | Nominativo      | Premio   |
| ----------- | --------------- | -------- |
| 1°          | Tony Sinishtaj  | $661.283 |
| 2°          | Darryll Fish    | $453.185 |
| 3°          | Robert Mizrachi | $293.864 |
| 4°          | Daniel Colman   | $217.686 |
| 5°          | Eric Beller     | $164.438 |
| 6°          | Simeon Naydenov | $132.889 |

### Seminole Hard Rock Poker Finale
- Casino: Seminole Hard Rock Hotel and Casino. Hollywood, Florida.
- Buy-in: $10.000
- Data: dal 2 al 6 Aprile 2017
- Iscritti: 349
- Montepremi totale: $3.315.500
- Giocatori a premio (ITM): 44

| Piazzamento | Nominativo       | Premio   |
| ----------- | ---------------- | -------- |
| 1°          | Ryan Riess       | $716.088 |
| 2°          | Alan Sternberg   | $491.081 |
| 3°          | Terry Schumacher | $315.726 |
| 4°          | Tim West         | $204.466 |
| 5°          | Jason Koon       | $157.599 |
| 6°          | Cliff Josephy    | $130.370 |

### WPT Tournament of Champions
- Daniel Weinman, vincitore del WPT Tournament of Champions 2017

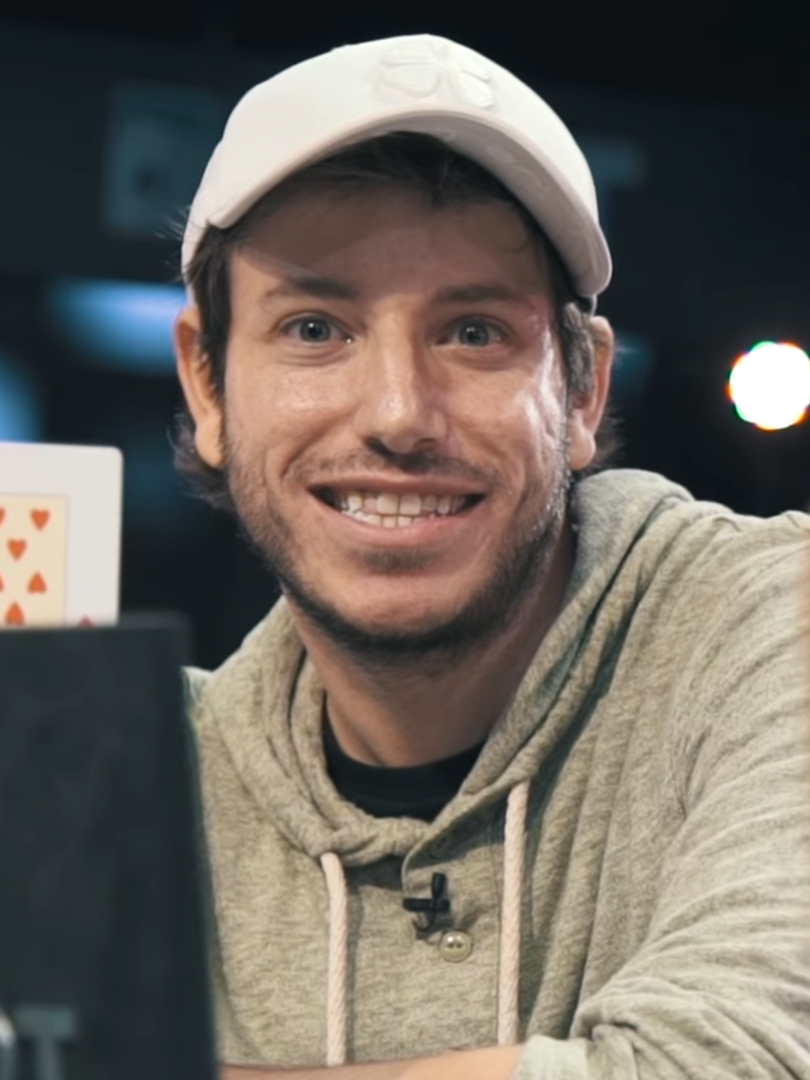
Daniel Weinman, vincitore del WPT Tournament of Champions 2017

- Casino: Seminole Hard Rock Hotel and Casino Hollywood, Florida.
- Buy-in: $15.000
- 3-Day Event: dal 7 al 9 Aprile 2017
- Iscritti: 66
- Montepremi totale: $1.090.000
- Giocatori a premio (ITM): 9

| Piazzamento | Nominativo       | Premio   |
| ----------- | ---------------- | -------- |
| 1°          | Daniel Weinman   | $381.500 |
| 2°          | Michael Mizrachi | $218.000 |
| 3°          | Daniel Santoro   | $133.525 |
| 4°          | David Ormsby     | $95.375  |
| 5°          | Erik Seidel      | $73.575  |
| 6°          | Dylan Wilkerson  | $57.225  |